# Középső kormányzóság (Bahrein)

A Középső kormányzóság elhelyezkedése Bahreinen belül

A Középső kormányzóság (arabul al-Muháfaza al-Vuszta, arab betűkkel المحافظة الوسطى [al-Muḥāfaẓat al-Wusṭā]) Bahrein öt kormányzóságának egyike. A fősziget középső részén helyezkedik el, és az ettől keletre fekvő Szitra szigete is hozzá tartozik. Északról Főváros kormányzóság, keletről a Perzsa-öböl, dél felől a Déli, nyugatról és északnyugatról pedig az Északi kormányzóság határolja.